# ÖkoDAX
ÖkoDAX es un índice bursátil alemán que incluye diez compañía del sector de las energías renovables. Fue introducido el 5 de junio de 2007. Las empresas que componen el índice y sus pesos relativos se revisan trimestralmente.

## Composición
El ÖkoDAX está basado en el sistema de negocio electrónico XETRA. Su composición se muestra a continuación:
| Nombre                    | 18 de marzo de 2009 | 4 de enero de 2010 |  |
| ------------------------- | ------------------- | ------------------ |  |
| Centrotherm photovoltaics | 10,38 %             | 9,68 %             |  |
| Conergy AG                | 4,33 %              | 9,94 %             |  |
| Nordex AG                 | 11,78 %             | 10,56 %            |  |
| Phoenix Solar AG          | 15,75 %             | 9,57 %             |  |
| PNE Wind                  |                     | 10,35 %            |  |
| Q-Cells SE                | 5,68 %              | 10,85 %            |  |
| REpower Systems AG        | 10,22 %             |                    |  |
| Roth & Rau                | 12,72 %             | 10,13 %            |  |
| SMA Solar Technology AG   | 10,67 %             | 10,12 %            |  |
| SolarWorld AG             | 11,26 %             | 10,22 %            |  |
| Solon SE                  | 7,20 %              |                    |  |
| Crop energy               |                     | 8,58 %             |  |